# Ricardo Morillo
Ricardo Morillo (São Paulo, 29 de setembro de 1966) é um ex-jogador brasileiro de futsal, que atuava na posição de fixo. Ele fez parte da Seleção Brasileira de Futsal que conquistou o segundo título mundial em 1992.